# 阿斯巴鲁赫
阿斯巴鲁赫（646年—700年），一译阿斯帕鲁克，也称伊斯佩里赫。保加尔人首领。保加尔人原居住于今乌克兰及俄罗斯北高加索一带，建立了被称为旧大保加利亚的政权。阿斯巴鲁赫就出生于统治老大保加利亚的王族咄陆家族中。后来老大保加利亚受到可萨人的进攻。公元7世纪中叶，阿斯巴鲁赫率领一部分保加尔人迁至多瑙河下游南岸。公元680年，与当地斯拉夫人共同打败了东罗马帝国，次年创立了保加利亚第一帝国。

## 流行文化
- 1981年，保加利亞拍攝了以阿斯巴魯赫傳說故事為中心的電影《阿斯巴魯赫》（共三集）。1984年又改編為90分鐘的英語版電影：《公元681年：可汗的光荣》（681AD：The Glory of Khan）。